# Лахесіс
Лахе́сіс (грец. Λάχεσις) — у давньогрецькій міфології одна з трьох богинь долі — мойр. Зображується у білому вбранні. Саме Лахесіс оцінює нитку, яку плете Клото, та, у деяких текстах, визначає долю. 
Лахесіс вирішує, скільки часу триватиме життя певної істоти. Також вона говорить майбутню долю особи лише після того, як нитка Клото була оцінена. 
В міфології говориться, що вона з'являється разом із сестрами тоді, коли дитині вже є три дні, і тільки тоді визначають долю малюка. 

## Походження
Її походження, як і її сестер, невідоме, хоча деякі називали їх дочками ночі. Відомо, що в певний період вони перестали перейматися лише смертю, а також стали тими, що вирішували людську долю. Хоча Зевс був головним грецьким богом та їхнім батьком, він все ж міг загинути від перетину ниток, та й підпорядковувався рішенням богинь. 
Згідно з Теогонією Гесіода, Атропос та її сестри були дочками Ереба та Нікс, та сестрами Танатоса та Гіпноса. Хоча згодом, в тій же роботі, вони представлені як діти Зевса та Феміди.
У роботі Платона їх називають дочками Урана. У римській міфології їх також називають дочками Урана і Геї.

## Міфи
В «Іліаді» Гомер показує наступну сцену: коли Патрокл приєднався до битви в обладунках Ахілла, Сапредон, що був сином Зевса, зустрів його в бою. Не в силах змінити долю свого сина, яка була написана Лахесіс, Зевс дозволив йому загинути. Тим самим ми бачимо невідворотність долі, яку не в силах змінити навіть боги.

## Поп-культура
У масовій культурі образ Лахесіс та богинь долі починає набувати популярності.
- Вони з'явились у п'ятому сезоні Легенд завтрашнього дня, де Клото в образі Чарлі (Мейсі Річардсон-Селлерс) викрала верстат долі, щоб дати людям можливість самостійно обирати своє подальше життя. Клото розділила станок на частини й розкидала по кількох мультивсесвітах. Це було зроблено для того, щоб Атропос та Лахесіс не знайшли його. Та, на жаль, всесвіти об'єднались в один й верстат знайти тепер було не так проблематично. Сама ж Лахесіс відіграє роль головного антагоніста, який відрізняється розумом та передбачуваністю своїх рішень. В неї завжди є план і це варте поваги.